# Eleições municipais no Brasil em 2020
As eleições municipais no Brasil em 2020 ocorreram em 15 de novembro, com um segundo turno em 29 de novembro em 57 municípios. Originalmente, os turnos ocorreriam nos dias 4 e 25 de outubro, mas, com o agravamento da pandemia do novo coronavírus, as datas foram modificadas com a promulgação da Emenda Constitucional nº 107/2020. Além do atraso causado pelo coronavírus, o apagão no Amapá obrigou o adiamento da eleição de Macapá para os dias 6 (primeiro turno) e 20 de dezembro (segundo turno).
Os eleitores escolheram os prefeitos, vice-prefeitos e vereadores dos 5 570 municípios do país, exceto Brasília, que não tem prefeito e vereadores. Ao todo, foram preenchidos 67,8 mil cargos públicos eletivos. Houve segundo turno em 58 dos 95 municípios que têm mais de 200 mil eleitores e nos quais, portanto, pode haver segundo turno.

## Contexto
As eleições municipais de 2020 foram as primeiras após a ascensão do bolsonarismo, que levou Jair Bolsonaro a ser eleito presidente da República em 2018. A ascensão do bolsonarismo foi parte da onda conservadora no país e do antipetismo, que por sua vez foi uma das consequências da crise político-econômica de 2014, iniciada no governo Dilma Rousseff e agravada no governo Temer. As consequências dessa guinada à direita já se perceberam nas eleições municipais de 2016. Nesse pleito, viram-se a vitória do bispo Marcelo Crivella no Rio de Janeiro e do empresário João Doria em São Paulo, bem como uma diminuição considerável de prefeitos eleitos pelo Partido dos Trabalhadores, partido que mais sofreu desgaste devido à crise política, embora não fosse o único a estar envolvido nela.

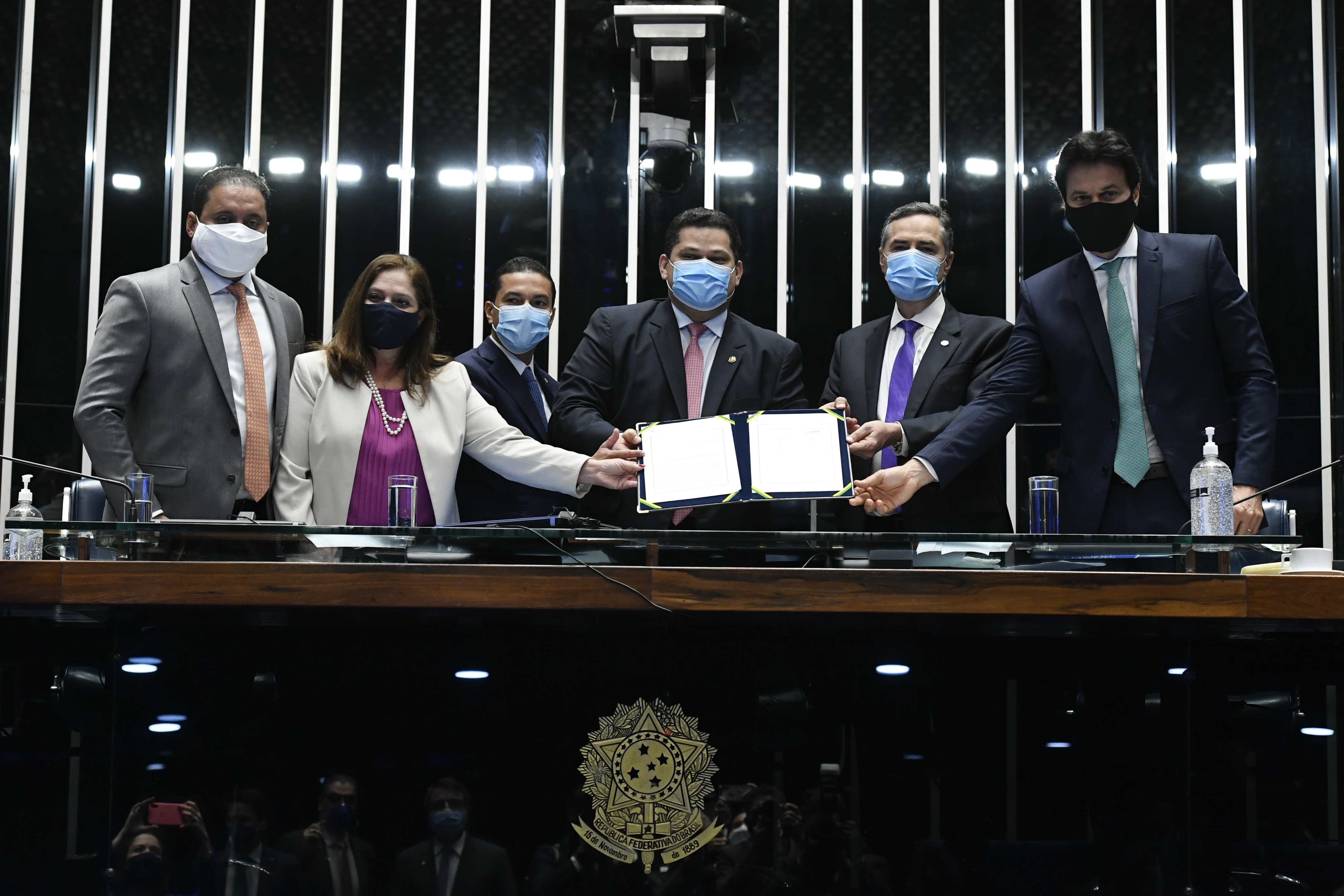
Mesa do Senado Federal durante a promulgação da EC 107 em julho. No centro, o presidente do Senado Federal, Davi Alcolumbre; à sua esquerda, Luís Roberto Barroso, presidente do TSE

No primeiro semestre de 2020, as eleições passaram a ter como tema central a pandemia de SARS-CoV-2 (causador da COVID-19), levando a Justiça Eleitoral, os partidos e políticos a remodelarem seu planejamento para o processo eleitoral. Em maio, com dificuldade em controlar a pandemia, o Congresso adiou as eleições municipais com a promulgação da PEC 18/2020, originando a Emenda Constitucional 107. O primeiro turno foi marcado para o dia 15 de novembro e, o segundo, para o dia 29 de novembro. Inicialmente, previa-se que seriam realizados em 4 e 25 de outubro, respectivamente. Além disso, outras datas relevantes para o calendário eleitoral foram postergadas.
Além disso, a partir deste pleito será colocada em prática a Emenda Constitucional 97/2017, que proíbe a celebração de coligações partidárias para as eleições legislativas, o que pode gerar um inchaço de candidatos ao legislativo. Deste modo, o país poderia ultrapassar a marca de um milhão de candidatos a prefeito, vice-prefeito e vereador neste escrutínio. Com a pandemia, também se especulou a possibilidade de os candidatos dependerem ainda mais da internet para a propaganda eleitoral, em vez de "santinhos" e outros materiais físicos de campanha.

## Processo eleitoral
Os 5 570 municípios do país (exceto Brasília, que não tem prefeito e vereadores) elegem seus representantes locais a cada quatro anos por meio do sufrágio universal e pelo voto direto e secreto. O voto é obrigatório, sendo facultativo para maiores de 16 anos e menores de 18 anos, maiores de 70 anos e os analfabetos. O processo eleitoral é gerido pela Justiça Eleitoral, com o Tribunal Superior Eleitoral (TSE) no topo da hierarquia. Em 2020, 67,8 mil cargos seriam preenchidos pelas eleições municipais, sendo 5 565 prefeitos, 5 565 vice-prefeitos e 56 810 vereadores. Os vereadores constituem as Câmaras Municipais, responsáveis pelo exercício do Poder Legislativo no âmbito municipal, e são eleitos através do voto proporcional em lista aberta. O número de vereadores é fixado de acordo com a quantidade de habitantes, variando de 9 representantes para os municípios menores a 55 vereadores em São Paulo, a cidade mais populosa do país.

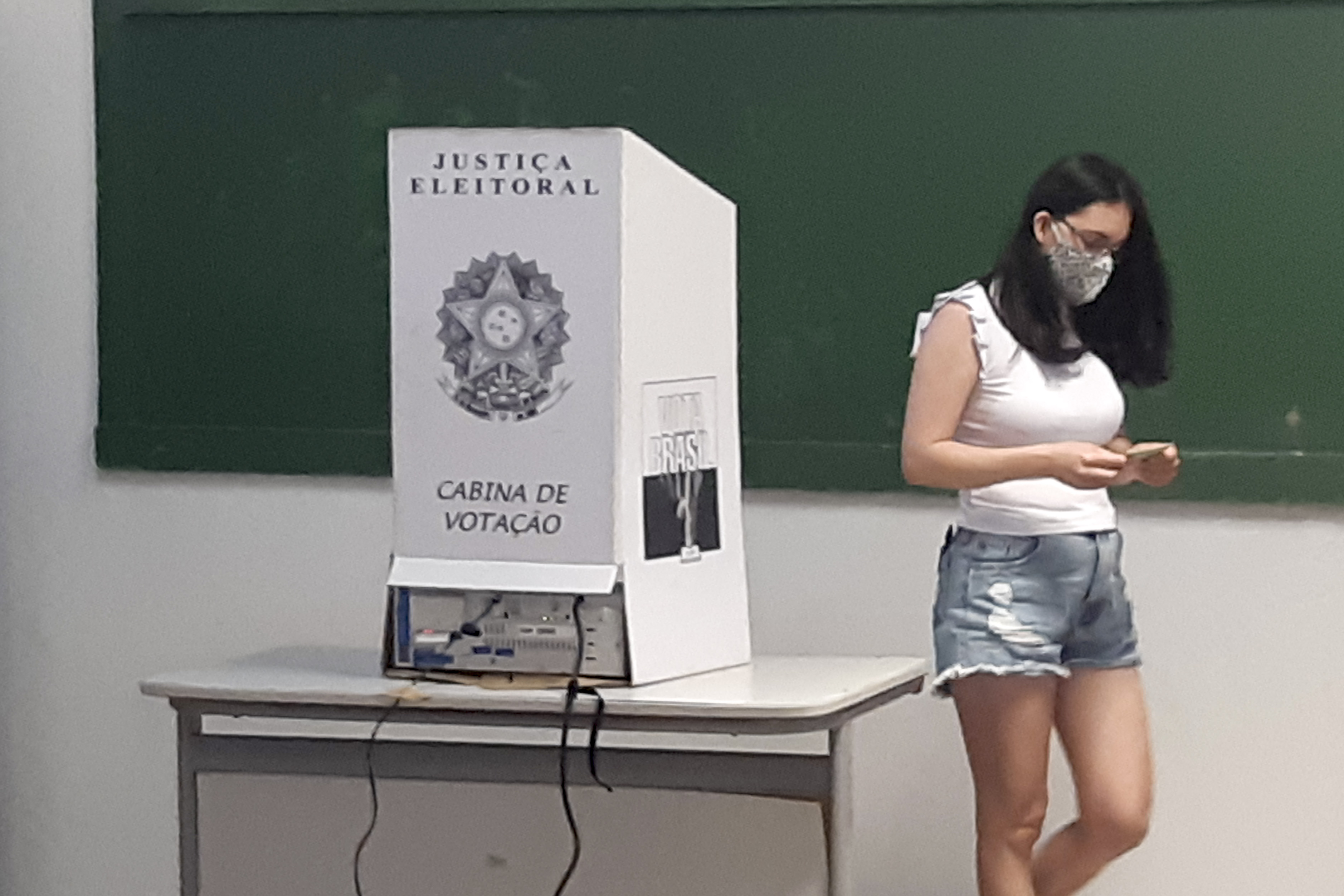
Eleitora com máscara deixando a cabine de votação no Ceará no primeiro turno da eleição

A votação do primeiro turno foi marcada para 15 de novembro em todos os municípios do país. Nas 95 cidades com mais de 200 mil eleitores, um segundo turno foi programado para 29 de novembro se nenhum candidato recebesse 50% + 1 dos votos na primeira etapa da votação. O horário eleitoral no rádio e na televisão duraria 35 dias no primeiro turno e 9 dias no segundo: de 9 de outubro a 12 de novembro, e de 20 de novembro a 28 de novembro. O início da propaganda na internet foi marcado para 27 de setembro, juntamente com o início da campanha em si. O impulsionamento de conteúdo eleitoral por candidatos e partidos na internet foi autorizado.
O limite de gastos em cada município foi determinado pelo TSE, que atualizou monetariamente os valores da eleição anterior. Na cidade menos populosa, Serra da Saudade, os postulantes ao executivo poderiam gastar 123 mil reais e, ao legislativo, 12,3 mil. Em São Paulo, candidatos à prefeitura poderiam gastar até 51,7 milhões no primeiro turno e 20,7 milhões no segundo, enquanto candidatos à vereança tinham teto de 3,6 milhões. Os candidatos poderiam legalmente financiar suas campanhas por meio de três formas: do autofinanciamento, limitado a até 10% do valor máximo a ser gasto; de um fundo eleitoral, de 2,034 bilhões, dividido para 33 partidos políticos na maior parte conforme o número de deputados federais e senadores eleitos por eles nas eleições gerais de 2018; e por doações de pessoas físicas.
As principais datas para a eleição municipal foram listadas abaixo:
| Calendário eleitoral          | Calendário eleitoral                                     |
| ----------------------------- | -------------------------------------------------------- |
| 31 de agosto a 16 de setembro | Período para a realização das convenções partidárias     |
| 26 de setembro                | Data limite para o registro de candidaturas              |
| 27 de setembro                | Início da propaganda eleitoral                           |
| 15 de novembro*               | Votação do primeiro turno                                |
| 29 de novembro*               | Votação do segundo turno                                 |
| Até 15 de dezembro            | Data limite para prestação de contas à Justiça Eleitoral |
| Até 18 de dezembro            | Data limite para diplomação dos eleitos                  |

* Devido à crise elétrica no estado do Amapá na primeira semana de novembro, a eleição municipal de Macapá foi adiada, com o primeiro e o segundo turno definidos pelo TRE para os dias 6 e 20 de dezembro, respectivamente.

### Mudanças em relação à eleição anterior
Com a reforma eleitoral promovida em 2017, as regras para escolha dos vereadores sofreu mais uma grande modificação em relação ao pleito anterior: a partir da eleição de 2020 deixaram de ser aceitas as coligações para tais cargos, a chamada "eleição proporcional". Em face disto, cada candidato somente poderia ter seu quociente eleitoral calculado dentro do próprio partido ao qual está inscrito, independentemente se o mesmo participe de coligação para a "eleição majoritária" (de prefeito). Desta forma, considera-se que as vagas do legislativo pertençam ao partido, e não mais à coligação.

## Candidaturas
| Candidaturas nas últimas eleições municipais |           |             |
| Ano                                          | Executivo | Legislativo |
| 2020                                         | 19.347    | 518.328     |
| 2016                                         | 16.565    | 463.372     |
| 2012                                         | 15.791    | 449.791     |
| 2008                                         | 15.617    | 349.767     |
| 2004                                         | 16.127    | 369.024     |
| Fonte: Tribunal Superior Eleitoral           |           |             |

O prazo para que os partidos apresentassem os pedidos de registro das candidaturas se encerrou em 26 de setembro. A partir desta data, as solicitações foram encaminhadas para a Justiça Eleitoral, responsável por julgar seu deferimento. Os requisitos de elegibilidade incluíam a nacionalidade brasileira, o pleno exercício dos direitos políticos, a filiação partidária e a idade mínima, de 18 anos para candidatos à vereança e 21 anos para postulantes ao executivo municipal.
A Justiça Eleitoral informou as candidaturas registradas através do Sistema de Divulgação de Candidaturas (DivulgaCand). Nele, dentre os dados divulgados, estão: identificação básica (como nome, data de nascimento, naturalidade, cor e grau de instrução), partido político, número eleitoral, situação do registro de candidatura, declaração de bens, certidões criminais e sítios eletrônicos, incluindo as redes sociais.
Mais de 540.000 pedidos de candidatura foram submetidos ao TSE, 60 mil a mais do que para o pleito de 2016. Dentre estas 17,2 mil candidaturas foram consideradas inaptas pelo TSE, dentre as quais 2,4 mil foram cassadas com base na Lei da Ficha Limpa. No total foram realizadas 19.347 candidaturas para prefeito e vice-prefeito e 518.328 para vereador.
O ano de 2020 marcou a entrada da Geração Z na disputa eleitoral, com o grupo mais jovem estando entre 18 e 20 anos, o aumento do número de candidaturas de sacerdotes religiosos e a multiplicação de candidatos que se apresentam armados e a favor do armamentismo.
Foram registrados 117 municípios com candidatura única a prefeito, comparando com os números das eleições anteriores que foram 108 em 2012 e 97 em 2016 

## Resultados

### Atraso na divulgação dos resultados e tentativas de ataques

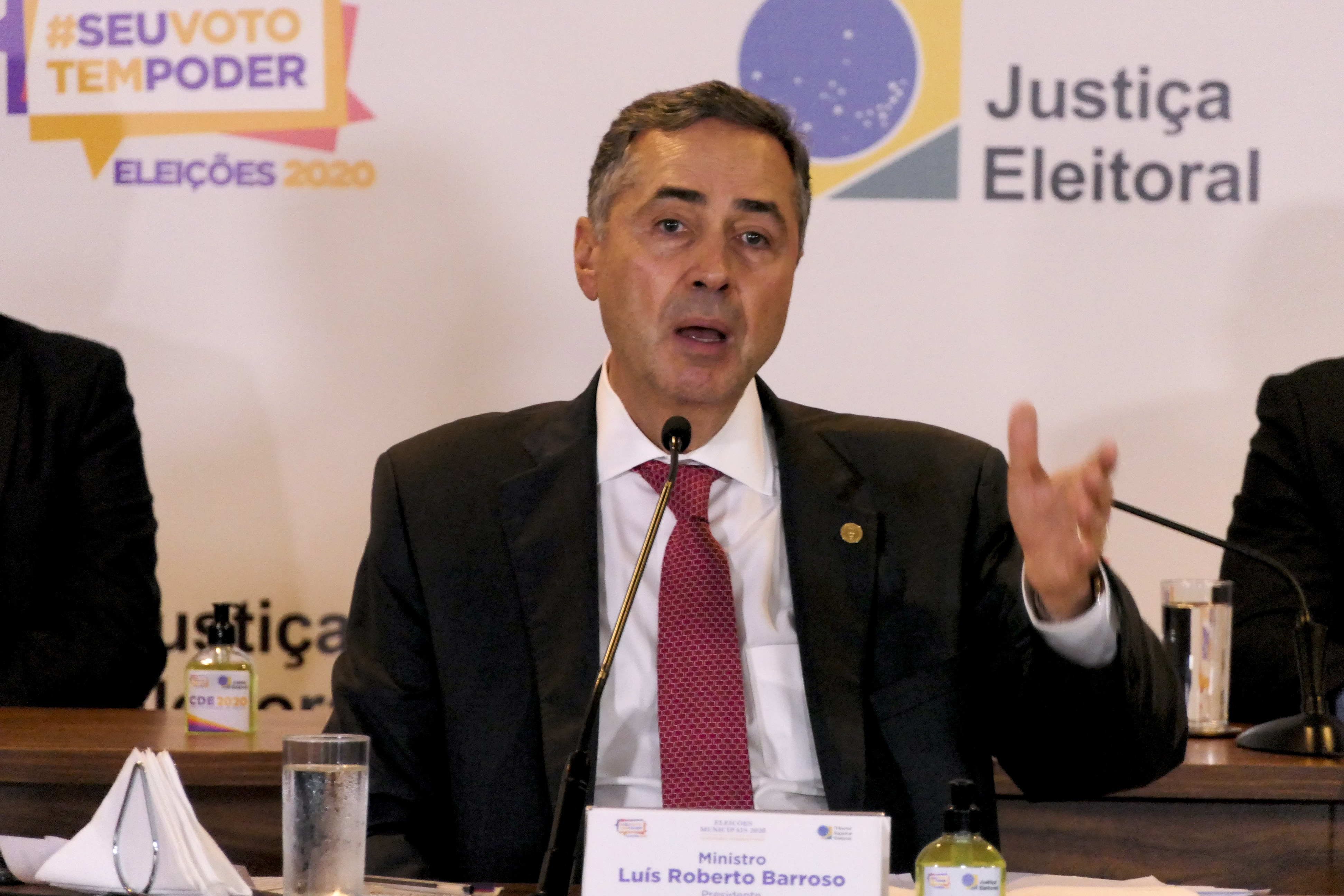
Barroso em coletiva de imprensa no dia do primeiro turno

A divulgação dos resultados foi mais demorada do que nas eleições anteriores. De acordo com Roberto Barroso, presidente do Tribunal Superior Eleitoral, a relativa demora foi consequência de uma mudança na forma de totalização dos resultados, que passou a ser centralizada no TSE e não mais nos Tribunais Regionais Eleitorais (TREs). Ademais, um supercomputador do tribunal apresentou falhas e o sistema sofreu inúmeras tentativas de ataques cibernéticos, que não foram exitosos e não comprometeram a integridade das eleições.
Em 16 de novembro, Barroso afirmou que existiam indícios de que os ataques haviam sido coordenados, declarando: "Há suspeitas de articulação de grupos extremistas que se empenham em desacreditar as instituições, clamam pela volta da ditadura e muitos deles são investigados pelo STF."

### Segundo turno
Uma nova votação foi necessária em 57 cidades dos 95 municípios que poderiam ter segundo turno, incluindo São Paulo e Rio de Janeiro, as maiores do país.

### Gênero dos eleitos
Houve um ligeiro aumento no número de mulheres eleitas prefeitas e vereadoras. No pleito anterior, as mulheres representavam 11,7% dos escolhidos para liderar o executivo, quantidade que aumentou para 12% em 2020. O número de vereadoras cresceu de 13,5% para 16% no mesmo período. Os eleitores de 948 cidades não elegeram nenhuma mulher para a Câmara Municipal, enquanto os de 1.185 cidades escolheram apenas uma mulher como vereadora.
A única mulher a vencer em uma capital foi Cinthia Ribeiro, do PSDB, que se reelegeu em Palmas, Tocantins.

### Apoio do presidente Bolsonaro
Inicialmente, o presidente Jair Bolsonaro indicou que não tinha intenção de intervir diretamente nas eleições, embora admitiu que poderia manifestar apoio a alguns candidatos durante o segundo turno. Porém, Bolsonaro apoiou candidatos pouco antes do dia da votação em primeiro turno por meio de lives na internet. Seu apoio, contudo, não se mostrou eficaz, eis que a maioria desses candidatos não conseguiu se eleger.

### Partidos com menor número de candidatos eleitos
Quatro partidos elegeram 1 prefeito em cada município entre eles: DC em Bom Princípio do Piauí (PI); PMB em Guapimirim (RJ) e PTC em Pratinha (MG), no 1º turno. 
O Partido Novo elegeu no 2º turno Adriano Silva, prefeito de Joinville (SC), sendo o partido com menor número de vereadores eleitos no Brasil: 29.

### Cidades sob júdice
Pela primeira vez 104 cidades tiveram os prefeitos eleitos, mas com a decisão da Justiça Eleitoral estão sob júdice. No 2º turno foram inclusos com as 102 cidades do 1º turno, as cidades de Campos dos Goytacazes e Petrópolis

### Tabela dos resultados
| Partidos        | Partidos                                              | Votos       | Votos  | Votos | Prefeitos | Prefeitos | Vereadores | Vereadores |
| Partidos        | Partidos                                              | Votos       | %      | ±%    | Total     | +/-       | Total      | +/-        |
| --------------- | ----------------------------------------------------- | ----------- | ------ | ----- | --------- | --------- | ---------- | ---------- |
|                 | Movimento Democrático Brasileiro (MDB)                | 10.290.749  | 10,49% |       | 784       | -251      | 7.335      | -225       |
|                 | Progressistas (PP)                                    | 7.372.094   | 7,52%  |       | 685       | +191      | 6.346      | +1.603     |
|                 | Partido Social Democrático (PSD)                      | 10.145.167  | 10,34% |       | 654       | +117      | 5.694      | +1.044     |
|                 | Partido da Social Democracia Brasileira (PSDB)        | 10.332.139  | 10,53% |       | 520       | -265      | 4.377      | -987       |
|                 | Democratas (DEM)                                      | 8.066.979   | 8,22%  |       | 464       | +198      | 4.341      | +1.436     |
|                 | Partido Liberal (PL)                                  | 4.552.077   | 4,64%  |       | 345       | +54       | 3.467      | +448       |
|                 | Partido Democrático Trabalhista (PDT)                 | 5.092.367   | 5,19%  |       | 314       | -17       | 3.441      | -329       |
|                 | Partido Socialista Brasileiro (PSB)                   | 5.124.512   | 5.22%  |       | 252       | -151      | 3.029      | -606       |
|                 | Partido Trabalhista Brasileiro (PTB)                  | 2.566.179   | 2,62%  |       | 212       | -42       | 2.474      | -590       |
|                 | Republicanos                                          | 4.860.070   | 4,95%  |       | 211       | +108      | 2.601      | +980       |
|                 | Partido dos Trabalhadores (PT)                        | 6.684.113   | 6,81%  |       | 183       | -71       | 2.665      | -150       |
|                 | Cidadania                                             | 2.511.126   | 2,56%  |       | 139       | +22       | 1.585      | -92        |
|                 | Partido Social Cristão (PSC)                          | 2.075.737   | 2,12%  |       | 116       | +30       | 1.510      | -18        |
|                 | Podemos (PODE)                                        | 2.868.355   | 2,92%  |       | 102       | +73       | 1.528      | -114       |
|                 | Solidariedade (SD)                                    | 1.880.329   | 1,92%  |       | 94        | +34       | 1.348      | -90        |
|                 | Partido Social Liberal (PSL)                          | 2.764.437   | 2,82%  |       | 90        | +60       | 1.205      | +327       |
|                 | Avante                                                | 1.374.971   | 1,40%  |       | 82        | +71       | 1.054      | +565       |
|                 | Patriota                                              | 1.900.762   | 1,94%  |       | 49        | +36       | 719        | -420       |
|                 | Partido Verde (PV)                                    | 708.641     | 0,72%  |       | 47        | -51       | 805        | -717       |
|                 | Partido Comunista do Brasil (PCdoB)                   | 1.143.941   | 1,17%  |       | 46        | -34       | 694        | -427       |
|                 | Partido Republicano da Ordem Social (PROS)            | 1.295.213   | 1,32%  |       | 41        | -9        | 754        | -233       |
|                 | Partido da Mobilização Nacional (PMN)                 | 156.675     | 0,16%  |       | 13        | -15       | 200        | -326       |
|                 | Partido Renovador Trabalhista Brasileiro (PRTB)       | 831.873     | 0,86%  |       | 6         | -3        | 220        | -171       |
|                 | Rede Sustentabilidade (REDE)                          | 376.156     | 0,38%  |       | 5         | +1        | 144        | -36        |
|                 | Partido Socialismo e Liberdade (PSOL)                 | 2.208.100   | 2,25%  |       | 5         | +3        | 89         | +33        |
|                 | Partido Trabalhista Cristão (PTC)                     | 182.952     | 0,19%  |       | 1         | -15       | 220        | -353       |
|                 | Democracia Cristã (DC)                                | 224.931     | 0,23%  |       | 1         | -7        | 123        | -296       |
|                 | Partido da Mulher Brasileira (PMB)                    | 60,445      | 0,06%  |       | 1         | -2        | 46         | -170       |
|                 | Partido Novo (NOVO)                                   | 384.333     | 0,39%  |       | 1         | +1        | 29         | +25        |
|                 | Partido Comunista Brasileiro (PCB)                    | 2.416       | 0,00%  |       | 0         | Estável   | 0          | -1         |
|                 | Partido Socialista dos Trabalhadores Unificado (PSTU) | 33.324      | 0,03%  |       | 0         | Estável   | 0          | Estável    |
|                 | Partido da Causa Operária (PCO)                       | 1.188       | 0,00%  |       | 0         | Estável   | 0          | Estável    |
|                 | Unidade Popular (UP)                                  | 16.196      | 0,02%  |       | 0         | Estável   | 0          | Estável    |
|                 |                                                       |             |        |       |           |           |            |            |
| Votos válidos   | Votos válidos                                         | 100.314.673 | 88,25% |       |           |           |            |            |
|                 |                                                       |             |        |       |           |           |            |            |
| Votos em branco | Votos em branco                                       | 3.915.103   |        |       |           |           |            |            |
| Votos nulos     | Votos nulos                                           | 7.054.302   |        |       |           |           |            |            |
|                 |                                                       |             |        |       |           |           |            |            |
| Total           | Total                                                 | 113.675.325 | 100%   |       |           |           |            |            |
|                 |                                                       |             |        |       |           |           |            |            |
| Abstenções      | Abstenções                                            | 34.161.880  | 23,10% |       |           |           |            |            |
|                 |                                                       |             |        |       |           |           |            |            |
| Eleitores       | Eleitores                                             | 147.918.483 | 100%   |       |           |           |            |            |

### Eleições nas capitais
| Capital        | Estado              | Prefeito           | Partido      | Vice-prefeito      | Eleito no |
| -------------- | ------------------- | ------------------ | ------------ | ------------------ | --------- |
| Aracaju        | Sergipe             | Edvaldo            | PDT          | Katarina Feitosa   | 2° turno  |
| Belém          | Pará                | Edmilson Rodrigues | PSOL         | Edilson Moura      | 2° turno  |
| Belo Horizonte | Minas Gerais        | Kalil              | PSD          | Fuad Noman         | 1º turno  |
| Boa Vista      | Roraima             | Arthur Henrique    | MDB          | Cássio Gomes       | 2° turno  |
| Campo Grande   | Mato Grosso do Sul  | Marquinhos Trad    | PSD          | Adriane Lopes      | 1º turno  |
| Cuiabá         | Mato Grosso         | Emanuel Pinheiro   | MDB          | Stopa              | 2° turno  |
| Curitiba       | Paraná              | Rafael Greca       | DEM          | Eduardo Pimentel   | 1º turno  |
| Florianópolis  | Santa Catarina      | Gean               | DEM          | Topázio            | 1º turno  |
| Fortaleza      | Ceará               | Sarto              | PDT          | Élcio              | 2° turno  |
| Goiânia        | Goiás               | Maguito Vilela     | MDB          | Rogério Cruz       | 2° turno  |
| João Pessoa    | Paraíba             | Cícero Lucena      | PP           | Léo Bezerra        | 2° turno  |
| Macapá         | Amapá               | Dr Furlan          | Cidadania    | Monica Penha       | 2° turno  |
| Maceió         | Alagoas             | JHC                | PSB          | Ronaldo Lessa      | 2° turno  |
| Manaus         | Amazonas            | David Almeida      | Avante       | Marcos Rotta       | 2° turno  |
| Natal          | Rio Grande do Norte | Álvaro Dias        | PSDB         | Aíla Cortez        | 1º turno  |
| Palmas         | Tocantins           | Cinthia Ribeiro    | PSDB         | Lucas Meira        | 1º turno  |
| Porto Alegre   | Rio Grande do Sul   | Sebastião Melo     | MDB          | Ricardo Gomes      | 2° turno  |
| Porto Velho    | Rondônia            | Hildon Chaves      | PSDB         | Mauricio Carvalho  | 2° turno  |
| Recife         | Pernambuco          | João Campos        | PSB          | Isabella de Roldão | 2° turno  |
| Rio Branco     | Acre                | Tião Bocalom       | PP           | Marfiza Galvão     | 2° turno  |
| Rio de Janeiro | Rio de Janeiro      | Eduardo Paes       | DEM          | Nilton Caldeira    | 2° turno  |
| Salvador       | Bahia               | Bruno Reis         | DEM          | Ana Paula Matos    | 1º turno  |
| São Luís       | Maranhão            | Eduardo Braide     | PODE         | Professora Esmênia | 2° turno  |
| São Paulo      | São Paulo           | Bruno Covas        | PSDB         | Ricardo Nunes      | 2° turno  |
| Teresina       | Piauí               | Dr Pessoa          | MDB          | Robert Rios        | 2° turno  |
| Vitória        | Espírito Santo      | Delegado Pazolini  | Republicanos | Capitã Estéfane    | 2° turno  |